# Okręgowe rozgrywki w piłce nożnej woj. wileńskiego (1932)

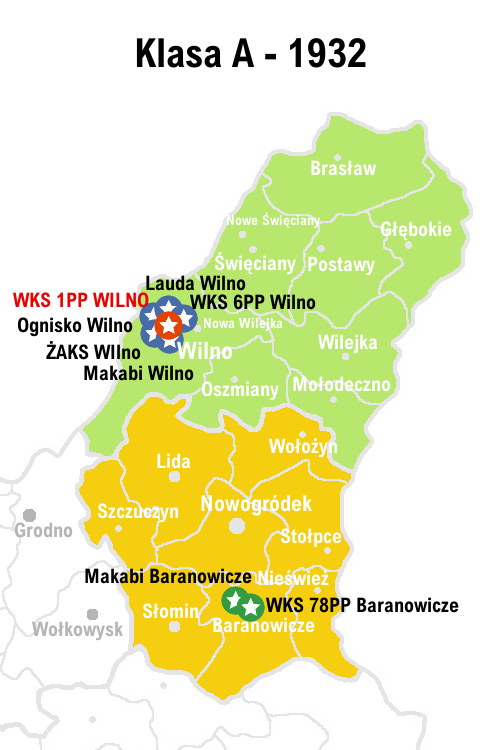
Kluby uczestniczące w Wileńskiej Klasie A w 1932 roku

10. Okręgowe rozgrywki w piłce nożnej województwa wileńskiego prowadzone są przez Wileński Okręgowy Związek Piłki Nożnej. 
Utworzenie Podokręgu Baranowickiego

Drużyny z województwa nowogródzkiego występują w rozgrywkach klasy A i B podokręgu baranowickiego. 
Decyzje WOZPN
- Zarząd WOZPN zdecydował nie karać Ogniska walkowerami, za fakt, że w jego szeregach grało kilku graczy "wypożyczonych" z PZS Laudy, która przejęła sekcją piłkarską od AZS-u. Piłkarze zostali wezwani do określenia się do jakiego klubu chcą należeć.[1]

Mistrzostwo Okręgu Wileńskiego zdobyła drużyna WKS 1PP Wilno.
| Rozgrywki | Poziomy rozgrywkowe w sezonie 1932 | Poziomy rozgrywkowe w sezonie 1932             | Poziomy rozgrywkowe w sezonie 1932             | Poziomy rozgrywkowe w sezonie 1932             | Poziomy rozgrywkowe w sezonie 1932             |
| --------- | ---------------------------------- | ---------------------------------------------- | ---------------------------------------------- | ---------------------------------------------- | ---------------------------------------------- |
| Centralne | I poziom ligowy                    | Liga                                           | Liga                                           | Liga                                           | Liga                                           |
| Okręgowe  | II poziom ligowy                   | Klasa A (Wileńska)                             | Klasa A (Wileńska)                             | Klasa A (Baranowicka)                          | Klasa A (Baranowicka)                          |
| Okręgowe  | III poziom ligowy                  | Klasa B gr. (Wileńska)                         | Klasa B gr. (Wileńska)                         | Klasa B gr. (Baranowicko-Lidzka)               | Klasa B gr. (Baranowicko-Lidzka)               |
| Okręgowe  | IV poziom ligowy                   | Klasa C Brak danych co do istnienia tej klasy. | Klasa C Brak danych co do istnienia tej klasy. | Klasa C Brak danych co do istnienia tej klasy. | Klasa C Brak danych co do istnienia tej klasy. |

## Rozgrywki ogólnopolskie
WKS 1PP Wilno wystąpił w eliminacjach do Ligi, gdzie w grupie IV zajął 1 miejsce (na 3 zespoły), odpadając w półfinale po przegranym dwumeczu z Legią Poznań. 

## Klasa A - II poziom rozgrywkowy
Mecze finałowe o mistrzostwo WOZPN

```
2.08.1932 - WKS 1PP : WKS 78PP Baranowicze 8:1

15.08.1932 - WKS 78PP Baranowicze : WKS 1PP Wilno 1:7
```

Grupa Wileńska
| Poz. | Drużyna           | M  | Z | R | P | Bramki | Punkty | opis                    |
| ---- | ----------------- | -- | - | - | - | ------ | ------ | ----------------------- |
| 1    | WKS 1PP Wilno     | 10 | 8 | 1 | 1 | 42-13  | 17     | Przegrane elim. do ligi |
| 2    | Makabi Wilno      | 10 | 7 | 1 | 2 | 29-14  | 15     |                         |
| 3    | Ognisko Wilno     | 10 | 6 | 1 | 3 | 28-19  | 13     |                         |
| 4    | WKS 6PP Wilno (b) | 10 | 2 | 3 | 5 | 17-24  | 7      |                         |
| 5    | ŻAKS Wilno        | 10 | 3 | 0 | 7 | 6-26   | 6      |                         |
| 6    | PZS Lauda Wilno   | 10 | 0 | 2 | 8 | 6-32   | 2      | spadek kl.B             |

- Tabela na podstawie wyników prasowych, częściowa weryfikacja WOZPN.
- Po sezonie PZS Lauda zostanie wchłonięta przez KPW Ognisko.
- Po sezonie WKS 6PP i WKS 1PP połączyły się tworząc klub WKS Śmigły Wilno.

Mecze:

- 1 runda
- 7.05. - Makabi : Lauda 4:0
- 8.05. - Ognisko : WKS 6PP 4:1
- 14.05. - WKS 1PP : ŻAKS 4:0
- 15.05. - Ognisko : Makabi 2:1
- 15.05. - WKS 1PP : WKS 6PP 5:1
- 22.05. - ŻAKS : Lauda 2:0[2]
- 22.05. - WKS 1PP : Ognisko 3:2
- 26.05. - WKS 6PP : Lauda 3:2
- 28.05. - Makabi : WKS 6PP 1:1
- 29.05. - WKS 1PP : Lauda 9:1
- 4.06. - Ognisko : ŻAKS 4:0
- 12.06. - WKS 1PP : Makabi 3:4
- 12.06. - ŻAKS : WKS 6PP 2:1
- 18.06. - Ognisko : Lauda 1:1
- 19.06. - Makabi : ŻAKS 1:0
- 2 runda
- ?.06. - Ognisko : WKS 1PP 2:4
- 25.06. - Ognisko: Lauda 4:0
- 26.06. - ŻAKS : WKS 6PP 1:4
- 2.07. - Makabi : Lauda 5:2
- 3.07. - ŻAKS : Ognisko 0:3
- 9.07. - WKS 1PP : Lauda 3:0vo
- 9.07. - WKS 6PP : Makabi 1:3[3]
- 16.07. - Makabi : Ognisko 6:2
- 17.07. - WKS 6PP : Lauda 0:0 *[4]
- 23.07. - WKS 1PP : ŻAKS 6:0
- 24.07. - Ognisko : WKS 6PP 4:3
- 30.07. - Makabi : ŻAKS 3-0[5]
- 31.07. - WKS 1Pp : WKS 6PP 2:2
- 7.08./9.08 - WKS 1PP : Makabi 3:1[6]
- 6.08. - ŻAKS : Lauda 1:0

Grupa Baranowicka
| Poz. | Drużyna              | M | Z | R | P | Bramki | Punkty |
| ---- | -------------------- | - | - | - | - | ------ | ------ |
| 1    | WKS 78PP Baranowicze | 2 | 2 | 0 | 0 | 6-3    | 4      |
| 2    | Makabi Baranowicze   | 2 | 0 | 0 | 2 | 3-6    | 0      |

- Z komunikatów prasowych wynika, że tylko 2 drużyny występowały w klasie A podokręgu baranowickiego. Możliwy jest udział innych zespołów z Baranowicz, tak jak to miało miejsce w sezonie 1933.

Mecze

- 12.06. - WKS 78PP : Makabi 2:1
- 24.07. - Makabi : WKS 78PP 2:4

## Klasa B - III poziom rozgrywkowy
Grupa wileńska
Brak dokładnych danych co do ilości grup w Wilnie, mogły być 2 grupy.
| Poz. | Drużyna            | M | Z | R | P | Bramki | Punkty |
| ---- | ------------------ | - | - | - | - | ------ | ------ |
| 1    | Drukarz Wilno (b)  |   |   |   |   |        |        |
| ?    | PKS Wilno          |   |   |   |   |        |        |
| ?    | Jutrznia Wilno     |   |   |   |   |        |        |
| ?    | RKS TUR Wilno (b)  |   |   |   |   |        |        |
| ?    | WKS 1PP II Wilno   |   |   |   |   |        |        |
| ?    | Makabi II Wilno    |   |   |   |   |        |        |
| ?    | Lauda II Wilno     |   |   |   |   |        |        |
| ?    | (ŻAKS II Wilno)    |   |   |   |   |        |        |
| ?    | (Ognisko II Wilno) |   |   |   |   |        |        |
| ?    | (WKS 6PP II Wilno) |   |   |   |   |        |        |

Grupa Baranowicka

Nazwa grupy odnosiła się do piłkarsko najsilniejszego miasta w woj. Nowogródzkim - Baranowicz. Podokręg Baranowicki to faktycznie drużyny z woj.Nowogródzkiego.
| Poz. | Drużyna            | M | Z | R | P | Bramki | Punkty |
| ---- | ------------------ | - | - | - | - | ------ | ------ |
| ?    | PKS Lida           |   |   |   |   |        |        |
| ?    | Makabi Słonim      |   |   |   |   |        |        |
| ?    | PKS Nowogródek     |   |   |   |   |        |        |
| ?    | Makabi Nowogródek  |   |   |   |   |        |        |
| ?    | (WKS 77PP II Lida) |   |   |   |   |        |        |
| ?    | (WKS Słonim)       |   |   |   |   |        |        |
| ?    | (ŻKS Słonim)       |   |   |   |   |        |        |
| ?    | (ŻKS Lida)         |   |   |   |   |        |        |

- (w nawiasach) - Brak pewności co do uczestnictwa danych zespołów w rozgrywkach.

## Klasa C - IV poziom rozgrywkowy
- Brak danych co do istnienia tej klasy rozgrywkowej.